# Wet toezicht effectenverkeer
De Wet toezicht effectenverkeer 1995 (Wte 1995) was tot 2007 een van de belangrijkste wetten van onder meer het Nederlandse effectenrecht. In Nederland is het wettelijke toezicht op het effectenverkeer vanaf 2007 geregeld in de Wet op het financieel toezicht, die per 1 januari 2007 in werking is getreden.
De belangrijkste punten die in de wet werden geregeld zijn: 
- wat wordt er verstaan onder de term effecten,
- het verbod op het aanbieden van effecten (tenzij er onder andere een goedgekeurd prospectus is),
- het verbod van het doen van een openbaar bod (tenzij er onder andere een biedingsbericht is uitgegaan),
- verbod op handelen met voorwetenschap,
- tipverbod; het verbod op het verstrekken van voorwetenschap,
- openbaarmakingsplicht van koersgevoelige informatie voor beursgenoteerde vennootschap.

Veel van wat er in de wet staat is nader geregeld in onder meer het Besluit toezicht effectenverkeer en de Vrijstellingsregeling wet toezicht effectenverkeer.